# Kosovski vilajet
Kosovski vilajet (osmansko ولايت قوصوه, Vilâyet-i Kosova, turško  Kosova Vilayeti, albansko Vilajeti i Kosovës, makedonsko Косовски вилает, Kosovski vilaet, srbsko Косовски вилајет, Kosovski vilajet) je bil upravna enota prve ravni (vilajet) državne uprave Osmanskega cesarstva na Balkanskem polotoku. Obsegal je ozemlje sedanjega Kosova in severozahodni del sedanje republike Severna Makedonija
Sandžak (Raška) v sedanji Srbiji in Črni gori, de jure pod osmansko oblastjo, je bil v resnici skladno s 25. členom  Berlinskega sporazuma od leta 1878 do 1909  pod avstro-ogrsko okupacijo. Kot glavno mesto vilajeta in vmesna točka med Istanbulom in njegovimi evropskimi provincami je deloval Üsküb (Skopje), ki je bil z 32.000 prebivalci največje mesto v provinci. Sledil mu je Prizren s 30.000 prebivalci.
Vilajet je bil nekakšen mikrokozmos osmanske družbe. Vanj je bilo, razen Turkov,  vključeno več ljudstev z različnimi veroizpovedmi: Albanci, Srbi in Bošnjaki, muslimani, katoliki in pravoslavci. Vilajet je bil znan po svojih obrtnikih in pomembnih mestih, kot je bil İpek (današnja Peć, srbsko Пећ) z izrazito osmansko arhitekturo in javnimi kopališči, od katerih je nekatera vidna še danes. Albansko narodno identiteto so prvič izrazili člani Prizrenske lige leta 1878 v Prizrenu.
Po sklenitvi Sanstefanskega miru leta 1878 in modificiranega Berlinskega sporazuma isto leto, s katerim se je razcepilo Osmansko cesarstvo, je Kosovo postalo prva obrambna črta Osmanskega cesarstva. V njem so bile nastanjene velike vojaške enote. Pred prvo balkansko vojno leta 1912 meja med Kosovim ter  Črno goro in Srbijo ni bila določena. Po prvi balkanski vojni je bil vilajet razdeljen med Črno goro in Srbijo. Meje so bile potrjene z Londonskim sporazumom iz leta 1913. Osmansko cesarstvo je meje priznalo s sklenitvijo sporazuma s Kraljevino Srbijo 14. marca  1914.

## Administrativne enote
Sandžaki Kosovskega vilajeta:
- Sanžak Üsküp (Skopje) z okraji Skopje, Štip, Kratovo, Pehčevo, Radoviš, Kumanovo, Kriva Palanka, Kačanik
- Sandžak Priştine (Priština) z okraji  Priština, Vushtrri, Gjilan, Preševo, po letu 1902 tudi  Mitrovica and Novi Pazar
- Sandžak İpek (Peć) z okraji  Peć, Džakovo, Gusinje, po letu 1902 Berane and Rožaj
- Sandžak Prizren z okraji Prizren, Tetovo, Gostivar
- Sandžak Yenipazar (Novi Pazar), prvotno z okraji Novi Pazar, Berane, Rožaj, Sjenica, Nova Varoš, Bijelo Polje, Donji  Kolašin, Pljevlja, Prijepolje, Priboj
  - Sandžak Taşlica (Plevlja), ostanovljen leta 1880 z okraji Pljevlja, Prijepolje, Priboj
  - Sandžak Seniçe (Sjenica), ustanovljen 1902, z okraji Sjenica, Nova Varoš, Bijelo Polje, Donji Kolašin

Glavno upravno središče vilajeta je bilo Skopje. Druga pomembna mesta so bila Priština (10.000 prebivalcev), Peć, (Kosovska) Mitrovica in Prizren. Vilajet je obsegal tudi dele ozemlja sedanje Albanije, Črne gore in Srbije. Od leta 1881 do 1912 so bili vilajetu priključeni deli sedanje Severne Makedonije, vključno z velikimi urbanimi naselji Štip (İştip), Kumanovo (Kumanova)  in Kratovo  (Kratova).

## Zgodovina

### Ustanavljanje (1877-1879)
Kosovski vilajet je bil ustanovljen leta 1877 in obsegal veliko večje ozemlje od 
sodobnega Kosova. Vanj sta bila vključena sandžaka Novi Pazar in Niš (do 1878), ozemlje okolu Plava in Gusinja in regija Dibra. Te regije so pred tem pripadale Niškemu ejaletu, Skopskemu ejaletu in po letu 1865 Donavskemu vilajetu. Leta 1868 je bil ustanovljen Prizrenski vilajet s sandžaki Prizren, Dibra, Skopje in Niš in bil leta 1877 ukinjen.
Med srbsko-osmansko vojno 1876-1878 in po njej je bilo iz Niškega sandžaka izgnanih 30.000-70.000 muslimanov, večinoma Albancev, ki so pobegnili v Kosovski vilajet.
Leta 1878 so Albanci ustanovili Prizrensko ligo, v kateri so bili štirje vilajeti, vključno s Kosovskim. Liga je načrtovala odpor proti osmanski oblasti in vdiranju tujcev na svoje ozemlje.
V začetku leta 1878 se je zgodila Kumanovska vstaja, ki jo je organiziral zbor načelnikov okrožij (kaza) Kumanovo, Kriva Palanka in Kratovo v Kosovskem vilajetu (v sodobni republiki Severna Makedonija), ki je želel osvoboditi regijo od Osmanskega cesarstva in jo priključiti Kneževini Srbiji, ki je bila takrat v vojni z Osmani. Z osvoboditvijo Niša 11. januarja 1878 in Vranja 31. januarja 1878 s strani srbske vojske se je upor nadaljeval z gverilskimi boji. Uporniki so v tajnosti prejeli pomoč srbske vlade, vendar je vstaja trajala le štiri mesece, dokler je niso Osmani zadušili. 
Meje Kosovskega vilajeta so se premaknile, ko je Osmansko cesarstvo z Berlinskim sporazumom po rusko-turški vojni 1877–1878 izgubilo ozemlje v korist sosednjih držav. Leta 1879 je zahodne dele Novopazarskega sandžaka v skladu z Berlinskim sporazumom okupirala Avstro-Ogrska. Okupirala je tudi Bosno in Hercegovino in jo obdržala do leta 1908.

### Konsolidacija in kriza (1879-1913)
Od leta 1880 do 1902 sta se zgodili dve veliki admimistrativni spremembi. Da bi preprečili avstro-ogrsko vojaško prisotnost v zahodnih predelih Novopazarskega sandžaka, je bil leta 1880 ustanovljen nov sandžak Pljevlja (Taşlica) z okraji Pljevlja, Prijepolje in Priboj. Leta 1902 sta bila Mitroviški in Novopazarski sandžak in okraja Berane in Rožaj prenešena v Prištinski sandžak.  Istočasno je bil ustanovljen  Sjeniški sandžak (Seniçe) z okraji Sjenica, Nova Varoš, Bijelo Polje in Donji Kolašin.
Leta 1901 so Albanci v severnem Kosovu in Prištini izvajali množične poboje Srbov.
Leta 1910 so Albanci organizirali upor, ki se je začel v Prištini in se hitro raširil na  cel Kosovski vilajet. Trajal je tri mesece. Junija 1011 je Kosovo obiskal osmanski sultan med mirovnimi pogajanji o združitvi vseh ozemelj, naseljenih z Albanci.

## Prebivalstvo
V Kosovskem vilajetu je živelo raznoliko prebivalstvo muslimanskih Albancev in pravoslavnih Srbov, razdeljeno po verskih in etničnih mejah.
Večino prebivalstva so tvorili muslimanski Albanci, tudi v meščanskih, strokovnih in posestniških slojih večjih mest. V zahodnem Kosovem je živelo 50.000 prebivalcev. Tam je prevladoval albanski plemenski sistem s 600 Albanci, vsako leto ubitimi zaradi krvnega maščevanja. V visokogorju okoli Džakovice je bilo 8, večinoma muslimanskih plemen, na območju Lume pri Prizrenu pa 5, tudi  večinoma muslimanskih plemen. V Peći so živeli kristjani, večinoma katoliki. Podobno kot njihovi kolegi v Skadarskem vilajetu so imeli kosovski Malisorji (Visovci) privilegij, da zaradi služenja roka v neregularnih vojaških enotah niso plačevali davka, vendar so se izogibali vojaškemu vpoklicu. Malisorji so medsebojne spore reševali po svojem gorskem pravu. Osmanska oblast njihove avtonomije ni odobravala. V 80. letih 19. stoletja so z albanskega vidika sandžaki Peć, Prizren, Priština, Skopje in Novi Pazar  znotraj Kosovskega vilajeta pripadali regiji Gegeniji.
Muslimanski Bošnjaki, katerih materni jezik je bil slovanski, so tvorili precejšnji del prebivalstva Kosovskega vilajeta in bili koncentrirani predvsem v Novopazarskem sandžaku, v katerem je bilo več uglednih bošnjaških posestnikov. Leta 1864 so osmanske oblasti v Kosovski vilajet preselile čerkeške begunce iz Rusije. Čerkezov je bilo približno 6.000 in so v 90. letih 19 stoletja služili v osmanskih pomožnih vojaških enotah.
V severni polovici Kosova so, predvsem v vzhodmen delu, večino prebivalstva tvorili pravoslavni Srbi pod cerkveno oblastjo Carigrajskega ekumenskega patriarhata. Metropolit, ki je urejal zadeve pravoslavnega prebivalstva v pokrajini, je živel v Prištini in bil  pogosto grške narodnosti.
V Prizrenu je obstajalo semenišče s 100 rezidenčnimi semeniščniki, številnimi iz Črne gore. Od 60. let 19. stoletja je Srbija izvajala aktivno politiko podpore Srbom na Kosovu, ki je vključevala pošiljanje učiteljev v vilajet, zagotavljanje subvencij za pomoč srbskim šolam in zagotavljanje štipendij za študij v Beogradu. V večjih urbanih središčih s precejšnjo srbsko populacijo so delovali srbski kulturni klubi. Nekateri lokalni Srbi so podpirali vključitev pokrajine v Veliko Srbijo. Srbske šole v pokrajini so med svoje učence  privabile tudi nekaj muslimanskih Albancev. V Kosovski vilajet se je naselilo tudi več tisoč Aromunov, v južni polovici Kosovskega vilajeta pa so živeli Bolgari.

### Demografija
Etnična in verska pripadnost prebivalcev hetetogene province je bila predmet številnih ocen.
1881-1882
Po splošnem popisu prebivalstva Osmanskega cesarstva leta 1881/1882-1893 je v vilajetu živelo:
- 409.510 muslimanov
- 29.393 Grkov[b]
- 274.793 Bolgarov
- 1.706 Judov
- 97 protestantov
- 5.585 latincev (katolikov)

1887
Vilajetski dokumenti za leto 1887 ocenjujejo, da so Albanci tvorili več kot polovico prebivalstva vilajeta, predvsem v sandžakih Peć,  Prizren in Priština. V sandžakih Novi Pazar,  Tašlica in Skopje so bili Albanci v manjšini.
1899
Avstrijske ocene, objavljene leta 1899, so pokazale, da v vilajetu živi
- 182.650 Albancev (47,88%)
- 166.700 Srbov (43,7%)

1901
Po osmanskih letopisih je leta 1901 v Kosovskem vilajetu s sandžaki Skopje, Priština, Prizren, Novi Pazar in Pljevlja živelo 964.657 prebivalcev. Dve tretjini je bilo muslimanov in ena tretjina kristjanov. Muslimani so bili predvsem Albanci, kristjani pa večinoma Srbi. Letopisi veljajo za nezanesljiv vir, saj v nekaterih okrajih niso evidentirali ženskega dela prebivalstva. Število žensk so izenačili s številom moških, čeprav je bilo dobro znano, da je moških več kot žensk. Število moških je bilo večje od števila žensk tudi v sosednji Srbiji.
1906
Britanski novinar H. Brailsford je leta 1906 ocenil, da dve tretjini prebivalstva Kosova tvorijo Albanci in eno tretjino Srbi. Najbolj naseljena zahodna okrožja Đakovica in Peč naj bi imela 20.000 do 25.000 albanskih gospodinjstev v primerjavi s približno 5.000 srbskimi. Zemljevid Alfreda Steada,  objavljen leta 1909, kaže, da je na ozemlju živelo podobno število Srbov in Albancev.
1912
V članku, objavljenem v belgijski reviji Ons Volk Ontwaakt (Naš narod se prebuja)  21. decembra 1912, je število prebivalcev ocenjeno na 827.100 in sicer:
- 418.000 muslimanskih Albancev
- 250.000 pravoslavnih Bolgarov
- 113000 pravoslavnih Srbov
- 22.000 neopredeljenih
- 14.000 muslimanskih Bolgarov
- 9.000 Turkov
- 900 pravoslavnih Vlahov
- 200 pravoslavnih Grkov

Demografski zemljevidi
- Etnografski zemljevid Balkana v začetku 19. stoletja
- Zemljevid Kosovskega vilajeta znotraj Osmanskega cesarstva (1905)
- Ethnografski zemljevih Balkana,[26] ki ga je leta 1877 objavil A. Synvet, grško usmerjeni profesor na Osmanskem liceju v Istanbulu

## Governerji
Vilajet so upravljali naslednji guvernerji (vali): 
| Governer           | Na položaju                       | Opombe  |
| ------------------ | --------------------------------- | ------- |
| Ibrahim Edhem Paša | 5. februar 1877 – 11. januar 1878 |         |
| Hafiz Mehmed Paša  | 1894–1899                         |         |
| Rešad Bej Paša     | 1900–1902                         |         |
| Abeddin Paša       | 1902–1903                         | Albanec |
| Šakir Paša Numan   | 1903–1904                         |         |
| Mehmed Šefket Paša | 1905–1907                         |         |
| Hadi Paša          | 1908                              |         |
| Mazhar Bej Paša    | 1909–1910                         |         |
| Halil Bej Paša     | 1911                              |         |
| Galib Paša         | 1912                              |         |

## Opombi
1. 1 2  Politični status Kosova je še vedno sporen. Potem ko je leta 2008 enostransko razglasilo neodvisnost od Srbije, ga kot neodvisno državo uradno priznava 97 držav članic ZN. V nekem trenutku ga je priznalo še 15 držav, a je nato priznanje umaknilo. Srbija ga še naprej šteje za del svojega suverenega ozemlja.
2. ↑  V kategorijo "Grk" so bili vključeni tudi arabsko govoreči pravoslavni verniki; "Grki" v Siriji in Jeruzalemu so spadali v drugo kategorijo.